# Kluski ziemniaczane
Kluski ziemniaczane – kluski, w których jednym z podstawowych surowców do ich przygotowywania są ziemniaki surowe lub gotowane.
Przykłady:
- kluski kładzione itp.:
  - szpecle ziemniaczane (Kartoffelspätzle), hałuski, halušky (bryndzové halušky, kapustové halušky)
  - kluski szare, kluski żelazne
- w typie kopytek:
  - gnocchi ziemniaczane
  - kopytka
  - leniwe pierogi z ciasta ziemniaczanego
  - Schupfnudel
- w typie pyz:
  - pyzy ziemniaczane
  - goły
  - kartacze i cepeliny
  - kluski polskie (czarne)
  - kluski śląskie (białe)
- knedle ziemniaczane

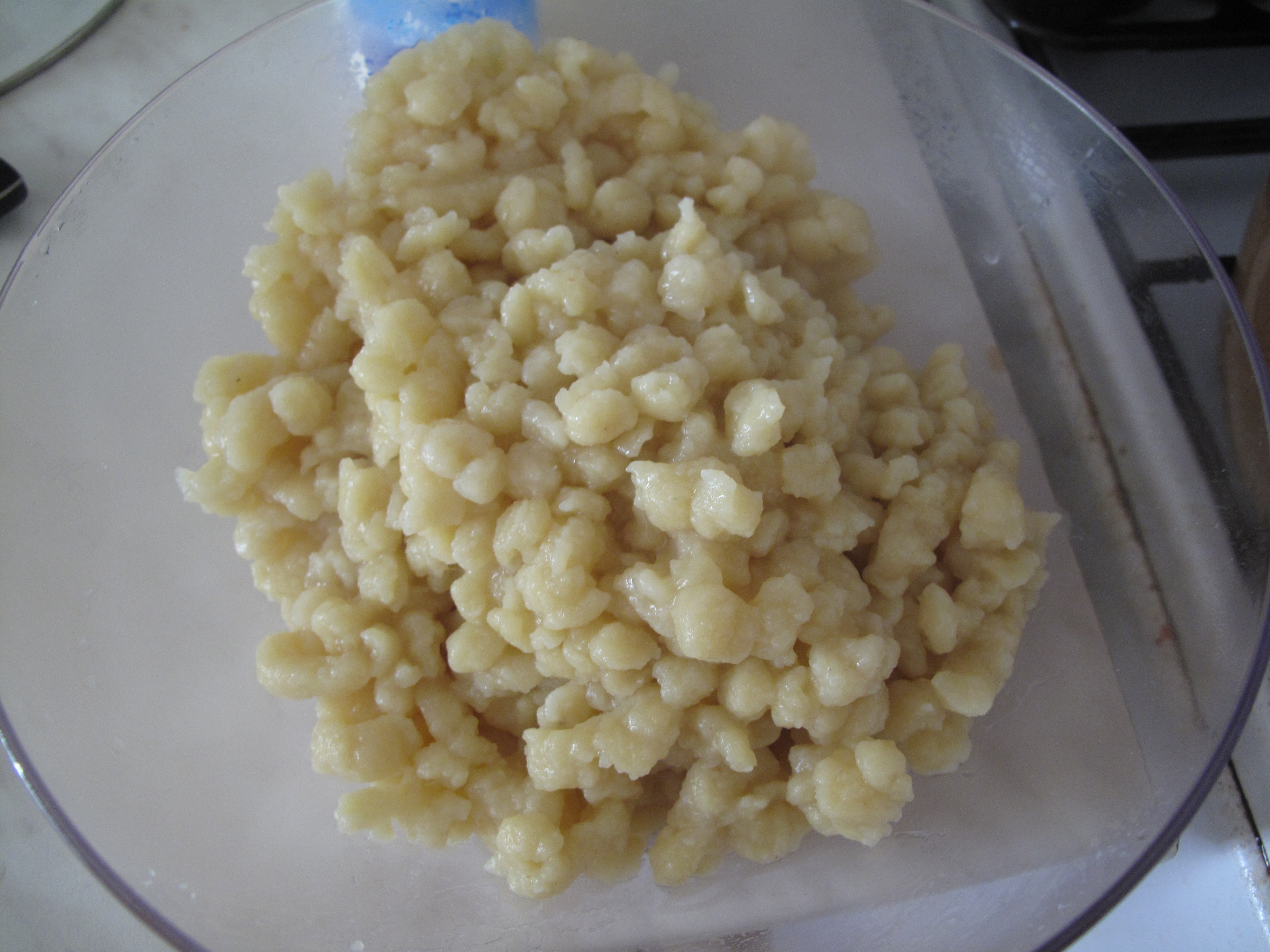
Halušky
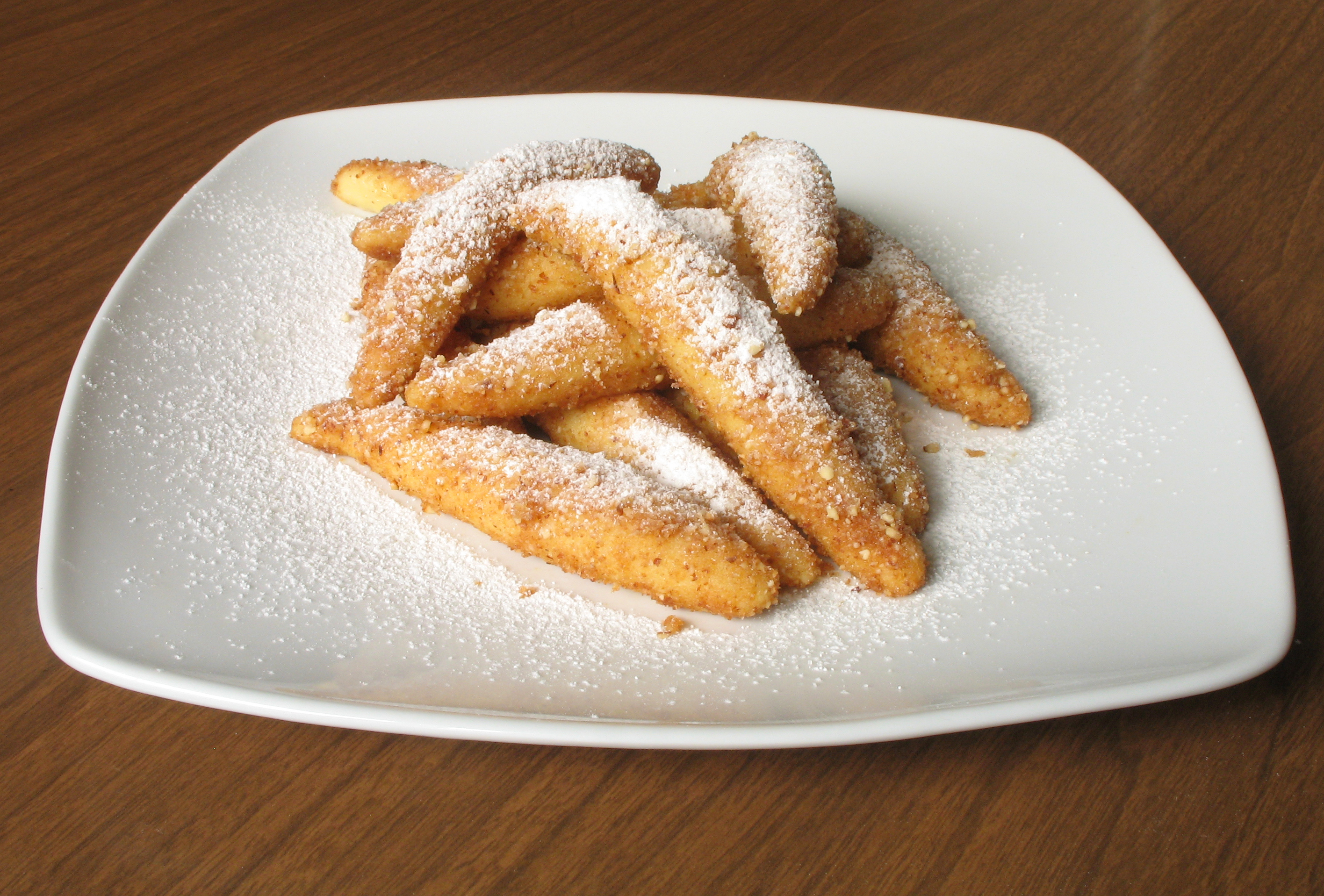
Schupfnudel
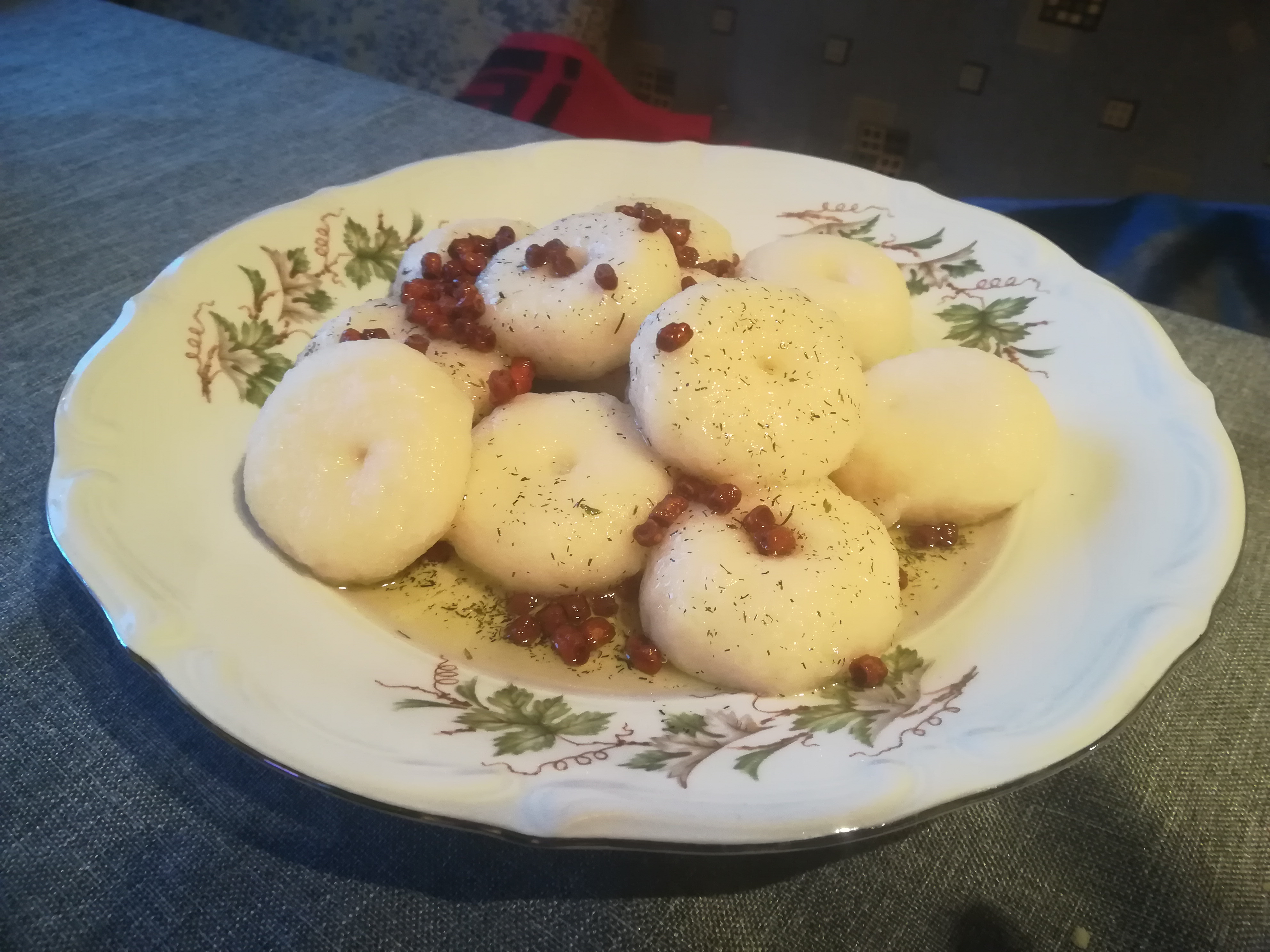
Kluski śląskie
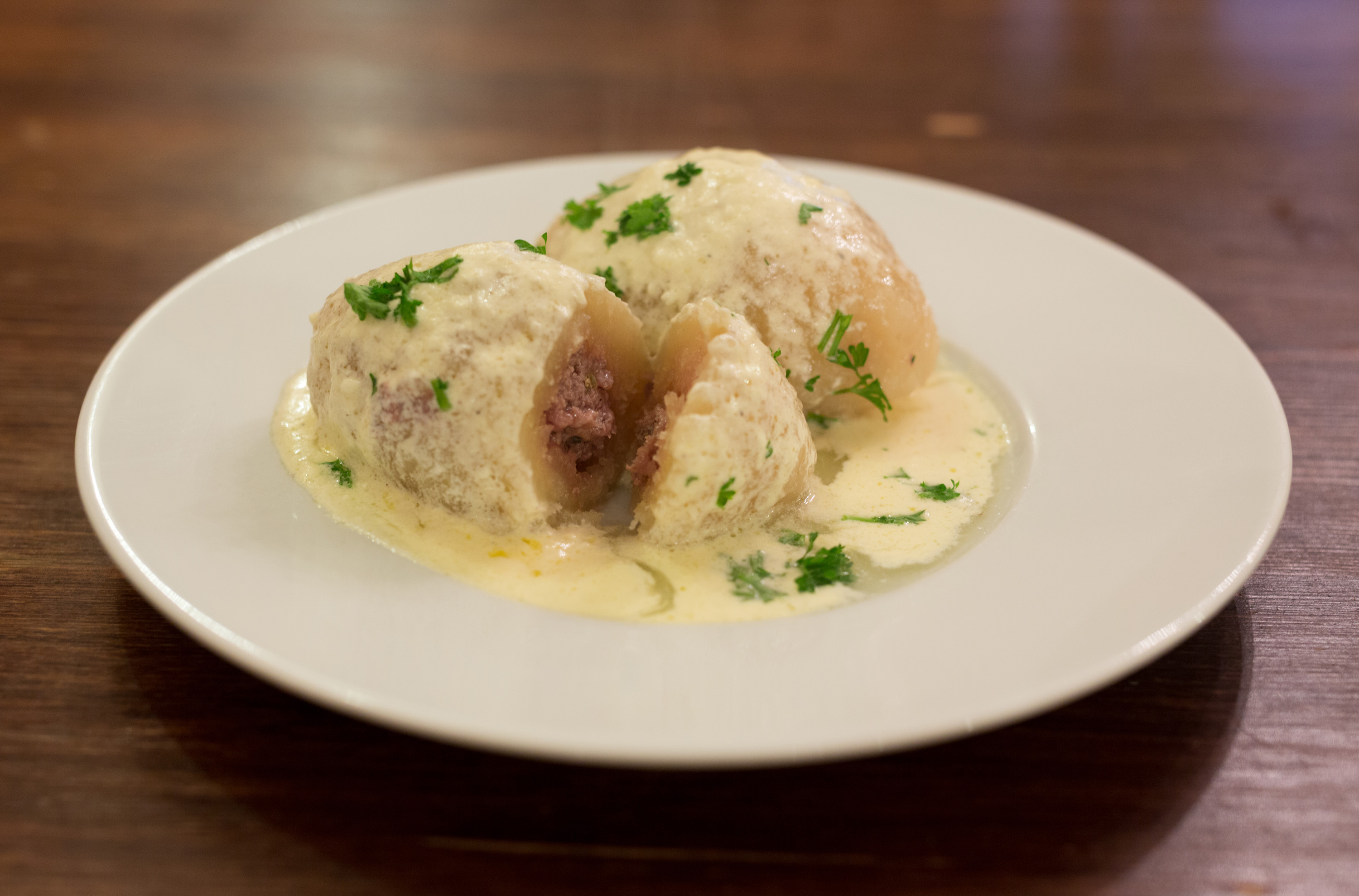
Cepeliny
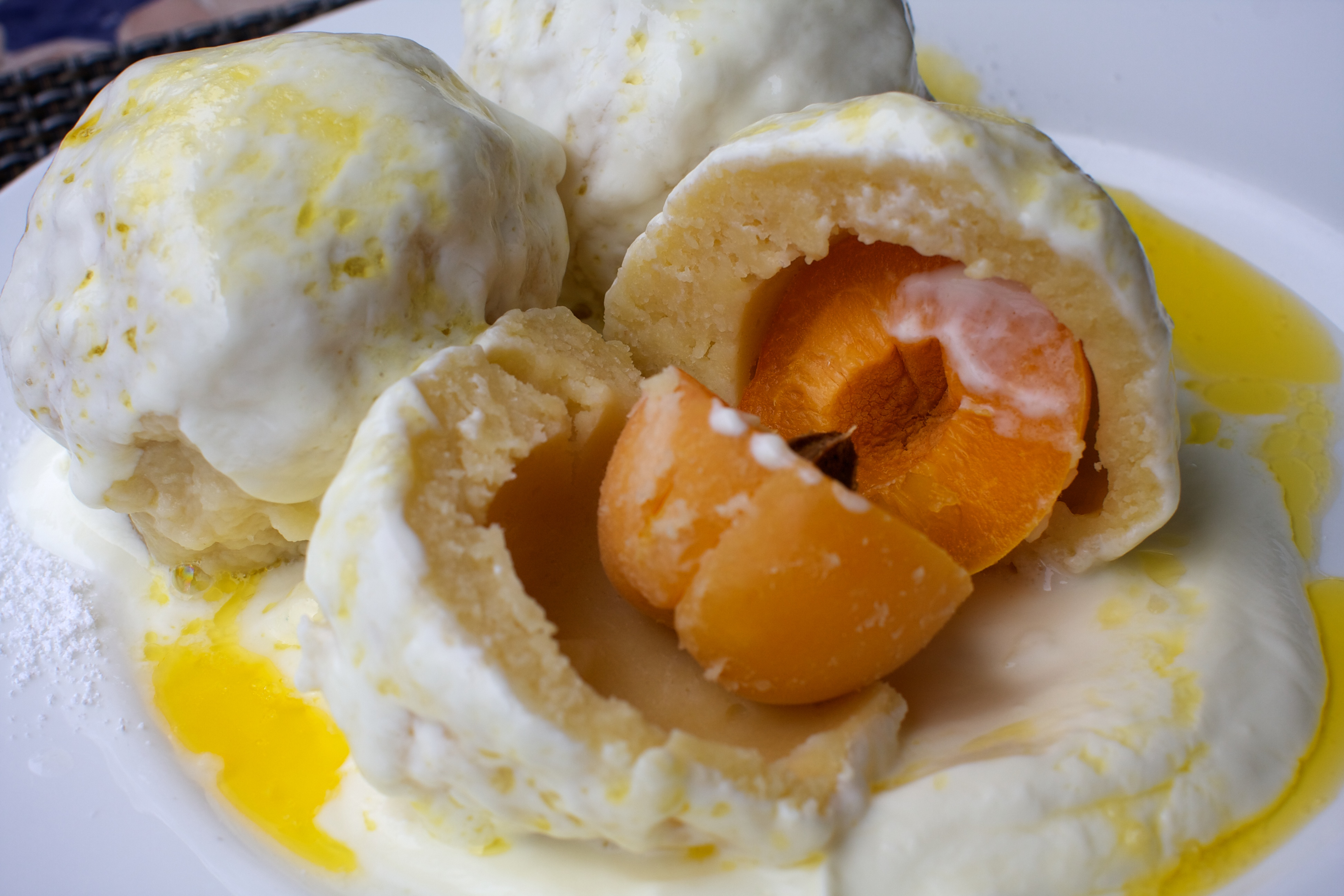
Knedle ziemniaczane